# Barrie Thorne
Barrie Thorne, född 1942 i Utah, är en amerikansk professor i sociologi samt kvinno- och genderstudier vid University of California, Berkeley. Hon fokuserar i sin forskning på gender, feminism, åldersskillnader, barndom och familjer samt etnografiska metoder. Hon är kanske mest känd som författare till Gender Play: Girls and Boys in School. 2002 mottog hon Jessie Bernard-priset av American Sociological Association för sitt arbete med kvinno- och genderämnen inom sociologin.

## Nätverk som hon är engagerad i
- American Sociological Association, 1975-
- Society for the Study of Social Problems, 1975-
- Sociologists for Women in Society, 1983-
- International Sociological Association
- Pacific Sociological Association
- Council on Contemporary Families, en av grundarna
- The National Women's Studies Association

## Utmärkelser
- Townsend Center for the Humanities Senior Fellow, 2003.
- American Sociological Association Jessie Bernard Award, 2002 “given annually in recognition of scholarly work that has enlarged the horizons of sociology to encompass fully the role of women in society.”
- Norwegian Research Council, Social Scientist Visiting Fellowship, 2002.
- Michigan State University Faculty Women's Association Distinguished University Woman, 1982.
- Phi Beta Kappa, Stanford University, 1963.
- Marshall Scholarship, 1964.
- Woodrow Wilson Fellowship, 1964.

## Publikationer (utvalda)
- Barrie Thorne, “The Chinese Girls and the ‘Pokémon Kids’: Children Constructing Difference in Urban California.” Forthcoming in Jennifer Cole and Deborah Durham, eds., Figuring the Future: Children, Youth, and Globalization. Santa Fe, NM.
- Barrie Thorne, “How Can Feminist Sociology Sustain its Critical Edge?” Social Problems (2006), 53: 473-478.
- Barrie Thorne, “Lunchtime at Sunnydale Elementary School: What Do First-grader’s Need?” In Heather B. Weiss, Holly Kreider, M. Elena Lopez, and Celina M. Chapman, eds., Preparing Educators to Involve Families: From Theory to Practice. Thousand Oaks CA: Sage Publishing, 2005, pp. 57–65.
- Catherine R. Cooper, Cynthia T. Garcia Coll, Barrie Thorne, , and Marjorie Faulstich Orellana, “Beyond Demographic Categories: How Immigration, Ethnicity, and ‘Race’ Matter for Children at School." In Catherine R. Cooper, Cynthia Garcia Coll, Todd Bartko, Helen Davis, and Célina Chapman, editors, Developmental Pathways Through Middle Childhood: Rethinking Contexts and Diversity as Resources. Hillsdale, N.J. : Lawrence Erlbaum, 2005, pp. 181–206.
- Feminist Sociology: Life Histories of a Movement, edited by Barbara Laslett and Barrie Thorne. New Brunswick, NJ: Rutgers University Press, 1997.
- Gender Play: Girls and Boys in School by Barrie Thorne. New Brunswick, NJ.: Rutgers University Press, and Buckingham, England: Open University Press, 1993.
- Language, Gender and Society, edited by Barrie Thorne, Cheris Kramarae, and Nancy Henley. Rowley, Mass.: Newbury House, 1983.
- Rethinking the Family: Some Feminist Questions, edited by Barrie Thorne, with Marilyn Yalom. New York: Longman, 1982.
- Language and Sex: Difference and Dominance, edited by Barrie Thorne and Nancy Henley. Rowley, Mass.: Newbury House, 1975.